# 稲垣人司
稲垣 人司（いながき ひとし、1932年6月15日 - 2000年10月15日）は、広島県三次市出身の高校野球指導者、監督。

## 来歴・人物
三次中学校（現在の三次高校）卒業後、大蔵省中国財務局に入局するが2年で退職し、石本秀一の書生となって2年間野球を学ぶ。1968年春から1970年春にかけて2年間、大東文化大学硬式野球部の2代目監督に就任。これは、初代監督の岡田悦哉が広島東洋カープ二軍バッテリーコーチに就任したためだった。広島工業高校コーチを経て1976年、創部まもない東京の創価高校監督に就任。小野和義を擁して1983年夏の甲子園に同校を初出場に導いた。その後、神奈川の桐光学園監督を経て1989年、創立8年目の埼玉の花咲徳栄高校に招かれ監督就任。稲垣の指導で同校は徐々に力をつけたが2000年10月15日、同校グラウンドで横浜隼人高等学校との練習試合中にベンチで倒れ、病院に運ばれたが心筋梗塞のため亡くなった。生前「死ぬ時はマウンドで死にたい」と語っていた通りの最期で、好物の大福を食した後のことだった。享年68。
甲子園出場は1回（1敗）だけだが、新設の野球部を短期間で強豪に育てる手腕は高く評価され、また石本譲りの好投手育成法も評価が高かった。教え子に栗山英樹、小野和義、片岡光宏、品田操士、阿久根鋼吉、神田大介らがいる。特に花咲徳栄時代は甲子園未出場ながら品田、池田郁夫、品田寛介（操士の弟）と3年連続で投手が高卒ドラフト指名されている。臨時コーチとして招かれた福岡第一高等学校では前田幸長を指導、前田も恩師として名前を挙げている。
稲垣の後任として花咲徳栄高の監督に就任した愛弟子・岩井隆が同校を率い、2017年夏の全国高校野球選手権に於いて、埼玉県勢として夏選手権初優勝をもたらした。岩井は「オヤジがどこかで見てて、守ってくれたんだと思います」と話した。

## エピソード
しつけに対しては厳しく、花咲徳栄高校では野球部の監督以外にも生活指導の先生としても活動していた。同校時代の教え子の品田操士の証言によると稲垣は「不良を集めてきて更生させるみたいな人」と評されており、品田が高校生時代に上履きのかかと部分を踏んだ状態で歩いている所を稲垣に見つかった際には罰として3日間ドブの掃除をさせられたという。